# 張京
張京（？—1657年7月11日（永曆十一年六月壬申）），字士將，漢陽府漢陽縣人，明朝、南明政治人物。

## 生平
張京是萬曆四十六年（1618年）的舉人，獲授三原教諭，轉任扶風知縣，在縣內禮賢下士。一年內多次有強盜出沒，他設計殲滅盜寇首領，於是地方太平；之後歷任延安同知、洮岷副使。陝西失守，他投降李自成，藏匿在大寧，逃到重慶；其時張獻忠據守成都，馬乾收復重慶，張京來到後約定一同守城。孫可望突然攻陷重慶，他再次入山。永曆帝命他以僉都御史巡撫四川，因此收納餘眾謀劃蜀地。他以前和宗室朱容藩友好，適逢戰事阻隔，永曆行在消息未能傳達，於是與胡平表、程正典、原勸朱容藩稱帝，任吏部尚書；有一名淫蕩的宗室婦女流落夔州，容藩把她留下，打算立為妃嬪。張京盡力規勸，大臣也認為不可行，於是計劃中止。很快他知道永曆帝尚在，改為依附堵胤錫，但胤錫上奏削去他吏部尚書官職，因此改為依附賀珍。他偽造詔書官印，扇惑大臣，賀珍趕走他。
之後張京得知孫可望勢力強大，就對他稱臣拜舞，進言四川能稱王，獲推薦加任兵部尚書；又呈上《豳風圖》，說：「豳風是王業的根本，希望殿下能成為天子，國祚有如周朝那樣長。」其時孫可望旁邊的都是明朝舊臣，非常厭惡他。可望的某名親信是他以往的差役，二人結為師生，藉親信的幫助才張京免於災禍。他在江南駐紮兵營，任用張嗣續為糧道，聯絡王光興、郝永忠兵馬，又聲援雲南、貴州。永曆六年（1652年），洪承疇抓拿張京的兒子，寫信招降，他不接受；到永曆十一年（1657年）吳三桂入侵重慶，他監督劉體仁十二萬士兵迎戰，可是因兵馬潰散而被清兵擒獲，他拒絕敵軍的勸降和官職，寫下絕命詩，從容就義；而兵科給事中謝佩、總兵張宿投降清朝。

## 引用
1. ↑  錢海岳《南明史·卷四·本紀第四》：（永曆十一年）六月壬申朔，清兵攻重慶，尚書張京死之。
2. 1 2  錢海岳《南明史·卷五十七·列傳第三十三》：張京，字士將，漢陽人。萬曆四十六年舉於鄉。授三原教諭，遷扶風知縣，禮賢下士。歲祲盜起，設方略殲其渠魁，一境以安。歷延安同知、洮岷副使。陝西破，降李自成，匿大寧，走重慶。時張獻忠據成都，馬乾復重慶。京至，約與共守。孫可望突陷重慶，京復入山。昭宗命以僉都御史巡撫四川，乃收餘眾規全蜀。
3. ↑  錢海岳《南明史·卷五十七·列傳第三十三》：京故與宗室容藩善。會干戈問阻，行在消息不通，遂與胡平表、程正典、涂原勸進，為吏部尚書。有宗室婦淫姣，流寓夔州，容藩留之內，欲以為妃。京力勸之，眾不可，乃止。旋知上尚在，改依堵胤錫。胤錫奏削其官，改依賀珍。偽為敕書印綬，扇惑文武，珍逐之。
4. ↑  錢海岳《南明史·卷五十七·列傳第三十三》：聞可望勢盛，稱臣拜舞，進王蜀之說，薦加兵部尚書。又進《豳風圖》，曰：「豳風王業根本，願殿下為天子，如周家有道之長。」時可望左右皆國舊臣，深惡之。可望有親信某，京故皂隸也，結為師生，藉其力以免禍。京結營江南，以張嗣續為糧道，聯絡王光興、郝永忠諸部，南與滇、黔為聲援。永曆六年，洪承疇縶京子，致書招降，不納。十一年，吳三桂犯重慶，京督劉體仁等十二萬人拒之。兵潰被執，勸降授官，不屈，賦絕命詩，從容就義卒。兵科給事中謝佩、總兵張宿降於清。